# 女賭博師花の切り札
『女賭博師花の切り札』（おんなとばくしはなのきりふだ）は、1969年11月15日に公開された、任侠映画、製作会社は大映東京撮影所。監督は井上芳夫、江波杏子主演。江波主演の『女賭博師シリーズ』全17作品のうち、第15弾。

## 配役
- 江波杏子 : 大滝銀子
- 天知茂 :素走りの浅造
- 津川雅彦 : 夜泣きの半次
- 稲垣美穂子 : 三田村伸代
- 早川雄三 : 三田村鉄五郎
- 青天目守 : 三田村勇
- 佐々木孝丸 : 大野木伸作
- 土方弘 : 矢頭
- 三夏伸 : 寅八
- 藤山浩二 : 宮田
- 大川修 : 平井
- 谷謙一 : 河合
- 須賀不二男 : 山上金助
- 佐伯勇 : 医者
- 松村若代 : 女中
- 中田勉 : 花火師
- 飛田喜佐夫 : 花火師
- 中原剛 : 少年
- 佐藤慎也 : 少年
- 塩屋翼 : 少年
- 岩間斉 :  少年
- 渡辺史郎 : 少年
- 井上大吾 : 河合の子分
- 藤井竜史 : 河合の子分
- 森一夫 : 河合の子分
- 森田健二 : 山金の子分
- 豪健司 : 山金の子分
- 荒木康夫 : 山金の子分
- 花布洋 : 兼松の子分
- 中原健 : 兼松の子分
- 篠田三郎 : 兼松の子分
- 成田三樹夫 : 兼松重吉
- 船越英二 : 早見えの政吉

## スタッフ
- 監督：井上芳夫
- 脚本：石松愛弘
- 企画 : 神吉虎吉
- 撮影：中川芳久
- 音楽：鏑木創
- 美術：間野重雄
- 編集：中静達治

## 併映作品
- 『天狗党』: 山本薩夫監督